# Serhij Wełyczko
Serhij Mykołajowycz Wełyczko, ukr. Сергій Миколайович Величко (ur. 9 sierpnia 1976 w Symferopolu) – ukraiński piłkarz, grający na pozycji bramkarza.

## Kariera piłkarska

### Kariera klubowa
Wychowanek SDJuSzOR Tawrija Symferopol. W 1993 rozpoczął karierę piłkarską w klubie Frunzenec Saki, który potem zmienił nazwę na Dynamo Saki. W 1997 powrócił do Tawrii Symferopol. W maju 2003 został wypożyczony do Dynama Symferopol. Od 2005 bronił barw klubów Zakarpattia Użhorod i Naftowyk-Ukrnafta Ochtyrka. W styczniu 2009 roku przeszedł do Worskły Połtawa. Po zakończeniu sezonu 2011/12 zakończył karierę piłkarską.

## Sukcesy i odznaczenia

### Sukcesy klubowe
- zdobywca Pucharu Ukrainy: 2009
- finalista Superpucharu Ukrainy: 2009

### Odznaczenia
- tytuł Mistrza Sportu ukrainy: 2009